# 阿尔宾巴雅尔

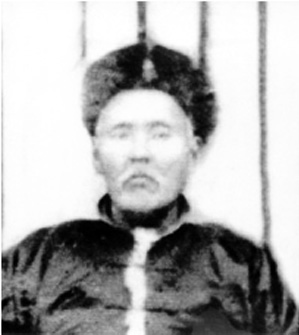
阿尔宾巴雅尔

阿尔宾巴雅尔（1866年—1917年），蒙古族，清末内札薩克蒙古伊克昭盟鄂尔多斯右翼后旗（今內蒙古自治區杭锦旗）人。鄂尔多斯右翼后旗札萨克固山贝子，伊克昭盟盟长。

## 生平
1880年，阿尔宾巴雅尔袭鄂尔多斯右翼后旗札萨克固山贝子爵位。1901年，他任伊克昭盟副盟长。1902年，他任伊克昭盟盟长兼鄂尔多斯济农。1902年初，清政府任命兵部左侍郎贻谷到内蒙古西部放垦蒙地，命伊克昭盟、乌兰察布盟各旗派人到绥远城报垦。此举遭到各旗札萨克的强烈反对。1902年3月和11月，阿尔宾巴雅尔前后两次召集各旗札萨克和协理台吉等开会，会后他们联名致书绥远城将军衙门和理藩院，提出了停止放垦蒙地的请求，但遭到清政府拒绝，清政府还严令伊克昭盟、乌兰察布盟盟长抓紧报垦。1903年春夏时节，伊克昭盟各旗迫于压力陆续报垦，但是盟长阿尔宾巴雅尔仍抵制放垦蒙地。1903年11月，清政府以阻挠垦务为由，撤销了阿尔宾巴雅尔的盟长一职。1908年，贻谷获罪，遭到清政府革职查办。随后，伊克昭盟、乌兰察布盟的垦务停止，阿尔宾巴雅尔重任伊克昭盟盟长。
1912年中华民国成立后，阿尔宾巴雅尔曾投书外蒙古库伦表示归附，但未采取行动配合大蒙古国对内蒙古的进攻。1913年1月，张绍曾将其掳到绥远城参加西蒙王公会议，被北洋政府晋封为亲王。会后，他和乌兰察布盟盟长勒旺诺尔布、副盟长云端旺楚克等人到北京觐见了中华民国大总统袁世凯。从北京回到杭锦旗不久，1913年，阿尔宾巴雅尔隐职。
1917年，阿尔宾巴雅尔因病逝世。